# Howie Long
Pro Football Hall of Fame 2000
(en) Statistiques sur pro-football-reference
Howard Michael « Howie » Long, né le 6 janvier 1960 à Somerville (Massachusetts), est un acteur et un ancien joueur américain de football américain ayant évolué au poste de defensive end.
Étudiant à l'Université Villanova, il joua pour les Villanova Wildcats.
Il fut drafté en 1981 à la 48e place (deuxième tour) par les Raiders d'Oakland, l'année précédant le départ de la franchise pour Los Angeles.
Il remporta le Super Bowl XVIII et joua huit Pro Bowl (1983, 1984, 1985, 1986, 1987, 1989, 1992, 1993). Il a intégré le Pro Football Hall of Fame en 2000 et fait partie de l'équipe NFL de la décennie 1980.
Après sa retraite sportive, il se tourna vers le cinéma.
Ses fils, Chris Long et Kyle Long, jouent respectivement pour les Eagles de Philadelphie et les Bears de Chicago.

## Filmographie sélective
- 1996 : Broken Arrow de John Woo : Kelly
- 1998 : Tempête de feu (Firestorm) de Dean Semler : Chef Jesse Graves
- 2001 : Destination : Graceland (3000 Miles to Graceland) de Demian Lichtenstein